# Excelsior Springs
Excelsior Springs és una població dels Estats Units a l'estat de Missouri. Segons el cens del 2000 tenia 10.847 habitants.

## Demografia
Segons el cens del 2000, Excelsior Springs tenia 10.847 habitants, 4.079 habitatges, i 2.777 famílies. La densitat de població era de 426,5 habitants per km².
Dels 4.079 habitatges en un 34,3% hi vivien nens de menys de 18 anys, en un 51% hi vivien parelles casades, en un 12,7% dones solteres, i en un 31,9% no eren unitats familiars. En el 26,8% dels habitatges hi vivien persones soles l'11,6% de les quals corresponia a persones de 65 anys o més que vivien soles. El nombre mitjà de persones vivint en cada habitatge era de 2,5 i el nombre mitjà de persones que vivien en cada família era de 3,01.
Per edats la població es repartia de la següent manera: un 27,2% tenia menys de 18 anys, un 10,9% entre 18 i 24, un 27,9% entre 25 i 44, un 20,9% de 45 a 60 i un 13,1% 65 anys o més.
L'edat mediana era de 34 anys. Per cada 100 dones de 18 o més anys hi havia 89,1 homes.
La renda mediana per habitatge era de 36.657 $ i la renda mediana per família de 46.284 $. Els homes tenien una renda mediana de 32.500 $ mentre que les dones 22.336 $. La renda per capita de la població era de 17.718 $. Entorn del 7,3% de les famílies i el 12,2% de la població estaven per davall del llindar de pobresa.

## Poblacions més properes
El següent diagrama mostra les poblacions més properes.